# A Poor Relation (film 1913)
A Poor Relation è un cortometraggio muto del 1913. Il nome del regista non viene riportato nei credit della pellicola. Prodotto dalla Thanhouser, è uno dei numerosi film interpretati da Florence La Badie per la casa di produzione di New Rochelle.

## Produzione
Il film fu prodotto dalla Thanhouser Film Corporation.

## Distribuzione
Distribuito dalla Mutual Film, il film - un cortometraggio in una bobina - uscì nelle sale cinematografiche USA il 3 gennaio 1913.